# Quartel Geral
Quartel Geral là một đô thị thuộc bang Minas Gerais, Brasil. Đô thị này có diện tích 555,534 km², dân số năm 2007 là 3200 người, mật độ 5,5 người/km².